# Château de Wressle
Le château de Wressle est un palais-forteresse en ruine situé dans le Yorkshire de l'Est en Angleterre, construit pour Thomas Percy dans les années 1390. Il s'agit d'une propriété privée inaccessible au public. Le château de Wressle était initialement composé de quatre bâtiments construits autour d'une cour centrale. il y avait une tour à chaque coin et l'accès à l'ensemble se faisait par une guérite située dans le mur est, face au village.
Après que Thomas Percy a été exécuté pour s'être rebellé contre Henri IV, le château de Wressle passe sous contrôle royal. À l'exception de périodes occasionnelles quand il est accordé à d'autres personnes, le château reste la plupart du temps sous contrôle royal jusqu'en 1471 quand il est remis à la famille Percy. Henry Percy, 5e comte de Northumberland, rénove le château et les jardins, les élevant ainsi à la norme des propriétés royales.
Le château était intégré dans un paysage ornemental, avec deux jardins aménagés en même temps que le château était bâti et un troisième créé plus tard. Wressle a été conçu comme résidence de haut niveau plutôt que simple forteresse et n'a jamais été assiégé. Il a cependant été tenu par le Parlement au cours de la guerre civile anglaise et démoli en 1646-1650. Près de 150 ans plus tard, il a également été endommagé par le feu et tout ce qui reste au-dessus du sol du bâtiment est l'aile sud.

## Historique

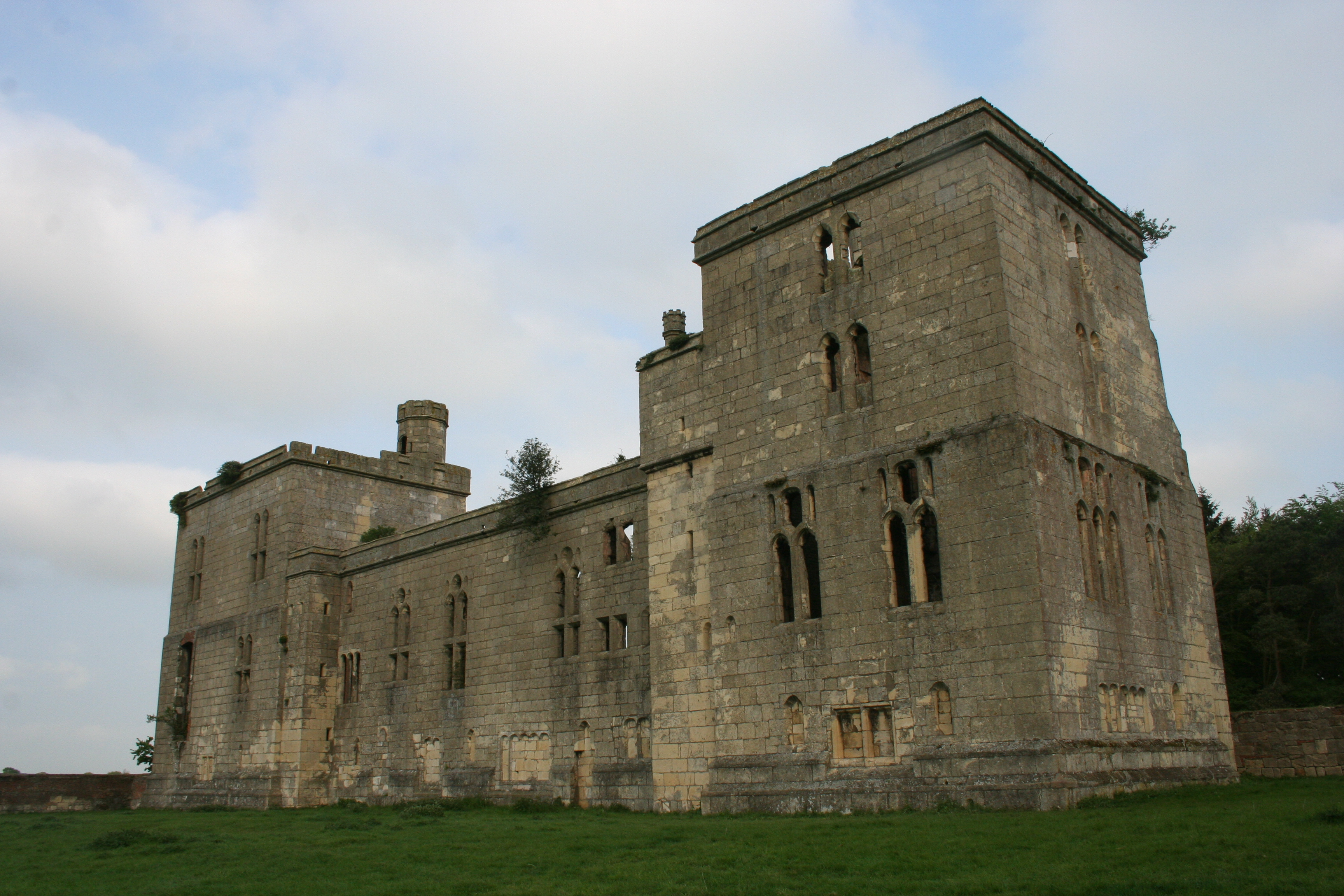
Ruines du château de Wressle

À la fin du Moyen Âge, la famille Percy est l'une des quatre grandes dynasties de propriétaires fonciers dans le Yorkshire. Le XIVe siècle voit leurs propriétés réparties dans le Northumberland, bien que le Yorkshire reste important. Les Percy tiennent le manoir de Wressle depuis le début du XIVe siècle et il est accordé à Thomas Percy en 1364. Le château de Wressle est mentionné pour la première fois en 1402 mais a probablement été construit dans les années 1390. En 1390, Thomas Percy a passé près de dix ans à l'étranger soit comme soldat ou dans le cadre de missions diplomatique. Dès lors, il est actif dans le domaine royal et ami de Richard II et Henri IV. Selon l'archéologue et historien de l'architecture Anthony Emery, le château de Wressle a été construit comme « résidence reflétant le pedigree [du comte] et son service notable de l'État » ».
Bien que Henri IV a laissé à Thomas Percy une certaine influence dans le sud du Pays de Galles, les relations entre les deux hommes se détériorent en partie à cause de retards de paiement. Thomas, neveu de Henry Percy, lance une rébellion armée en juillet 1403 et Thomas le rejoint. La rébellion aboutit à la bataille de Shrewsbury où Thomas Percy est capturé. Deux jours plus tard, le 23 juillet, il est décapité et ses biens - y compris le château de Wressle - sont ensuite confisqués par la couronne. Entre 1403 et 1471, la propriété du château passe alternativement de la couronne à ceux auxquels le monarque régnant a choisi de l'accorder, mais seulement pour de courtes périodes. En 1471, le château de Wressle est donné à Henry Percy, 4e comte de Northumberland, ce qui le faut retourner à la famille Percy. Son fils, Henry Algernon Percy, 5e comte de Northumberland, entreprend un vaste programme de rénovation du château de Wressle, de remeublement de l'intérieur et de renouvellement des jardins. Il est à l'époque, l'un des hommes les plus riches en Angleterre. The Northumberland Household Book est compilé à cette époque qui détaille les activités domestiques au jour le jour aux châteaux de Wressle et Leconfield, et est utilisé par les historiens pour étudier la fin du ménage médiéval.
Percy meurt à Wressle en 1527 et son fils, Henry Algernon Percy, 6e comte de Northumberland lui succède. Le pèlerinage de Grâce était une révolte populaire contre la domination de Henri VIII en 1536, en partie en réponse à la dissolution des monastères. Les rebelles du Yorkshire étaient dirigés par Robert Aske et en octobre, il demande le soutien de la famille Percy. Aske se rend au château de Wressle et tente de persuader Henry Algernon Percy, qui à l'époque est souffrant, de se joindre à la rébellion. Bien qu'initialement opposé à Aske, Percy lui donne finalement le contrôle du château de Wressle. Percy s'est disputé avec ses jeunes frères, et quand il meurt en 1537, son frère survivant n'hérite pas car il a été emprisonné pour son rôle dans le pèlerinage de Grâce. En 1537, la couronne reprend à nouveau le contrôle du château de Wressle et Henry VIII y passe trois nuits en 1541.
L'antiquaire John Leland visite le château de Wressle aux environs de 1540. Il écrit dans son itinéraire que le château est « l'un des plus propres au-delà de la Trent, et semble comme nouvellement construit... Le château est très plaisant tout en grandes pierres carrées, à la fois au dedans et au dehors ». Il offre également la première description restante des jardins du château, notant qu'ils étaient « très justes » avec des vergers au-delà du fossé.

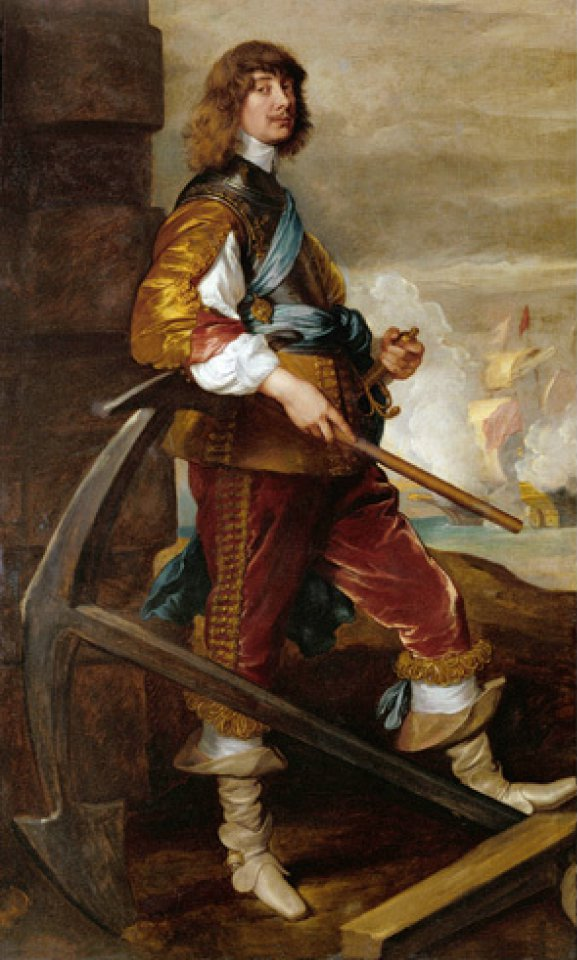
Algernon Percy (10e comte de Northumberland) reçoit l'ordre de démolition complète du château de Wressle en 1650.

Le château sert de garnison aux parlementaires lors de la guerre civile anglaise au cours de laquelle il est gravement endommagé. Il est estimé à l'époque que les dommages au château et à ses environs exigeraient 1 000 £ en frais de réparation. Le château de Wressle est partiellement démoli à plusieurs reprises en 1646-50. L'entreprise de démolition de 1648 se concentre sur les remparts du château et une lettre contemporaine note que « les agents [du Parlement] ne montrent aucun soin dans la préservation d'aucun des matériaux, mais font tomber les pierres des remparts au sol ». La destruction prend une plus grande ampleur deux ans plus tard lorsqu'il est ordonné à Algernon Percy, 10e comte de Northumberland, de démolir tout ce qui reste, sauf l'aile sud du château. Le comte sera autorisé à utiliser l'aile restante comme maison de maître. Les dégâts ne se limitent pas aux bâtiments du château et affectent probablement le paysage ornemental.
Le château reste propriété de la famille Percy jusqu'au milieu du XVIIIe siècle quand il passe aux comtes d'Égremont. Les terres et le château passent ensuite par héritage à Elizabeth Seymour qui a pris le nom Percy et devient plus tard duchesse de Northumberland. Le château de Wressle est occupé par un fermier qui, le 19 février 1796 provoque un incendie qui ravage l'aile restante du château. Il avait essayé de dégager la cheminée. Trois mois plus tard, un rapport paru dans The Gentleman's Magazine note que « Cette perte est d'une importance véritablement nationale ». La ferme continue d'être louée et le corps de ferme qui subsiste a été construit c. 1810. En 1880, le château est partiellement recouvert de lierre. En 1957, le château et la ferme sont vendus à la famille Falkingham qui aujourd'hui encore possède le site.

## Architecture
Château quadrangulaire (en), le château de Wressle était conçu avec quatre corps de bâtiment en carré autour d'une cour. À chaque coin se trouvait une tour et au centre du côté est était un corps de garde de quatre étages. Dans le sens des aiguilles d'une montre d'est au nord, les tours d'angle ont été nommées la tour du constable (où réside le responsable militaire qui dirige le château au quotidien), la tour de la chapelle, la tour du seigneur et la tour de la cuisine,.
En face du corps de garde, dans la rangée ouest du château, se trouvaient la grande salle et la tour du seigneur au sud-ouest contenait le logement du propriétaire et des chambres privées.
Sur la base de similitudes architecturales avec les châteaux de Sheriff Hutton, Bolton et Lumley, l'historien Eric John Fisher a suggéré que le château de Wressle a été construit dans le dernier quart du XIVe siècle. Cela coïncide avec la carrière du bâtisseur John Lewyn, qui a conçu la grande tour au château de Warkworth et travaillé à Lumley, tous deux propriétés de Percy. L'archéologue Malcolm Hislop suggère que Llewyn a également conçu Wressle et qu' « il est difficile de croire que [Lumley et Wressle] ont été conçus indépendamment l'un de l'autre ».

## Paysage

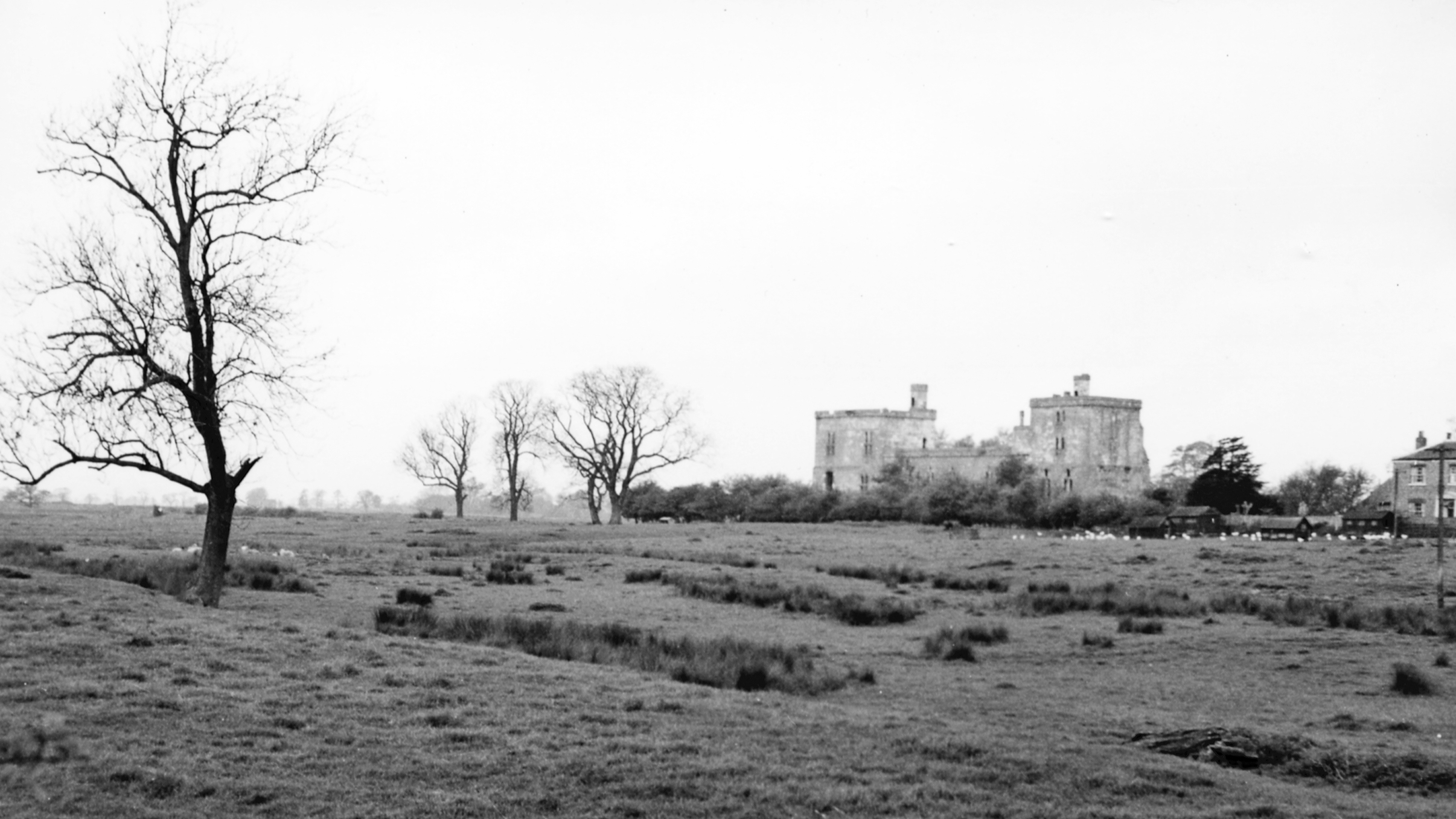
Château de Wressle vu du sud-est en 1961. Entre l'objectif et le château se trouvent les travaux de terrassement de ce qui était probablement destiné à faire partie du village. Au-delà aurait été le jardin extérieur.

Le village de Wressle, antérieur au château, est enregistré dans le Domesday Book. Le château a été construit à l'extrémité ouest de l'emplacement sur l'une des deux routes principales qui traversent Wressle. On ne sait si cela était un centre seigneurial avant que le château soit construit ou s'il s'agissait d'un site entièrement nouveau. De nombreux jardins ont été donnés au château ce qui a vraisemblablement pour conséquence que certaines parties du village ont été construites sur ces terrains. La rivière Derwent coule du nord au sud sur environ 180 m à l'ouest du château.
Les jardins du château de Wressle ont probablement été créés en même temps que le château a été construit. Des documents indiquent qu'à la fin du XVe siècle, le château de Wressle avait deux jardins, tous deux situés au sud de la bâtisse. L'un se trouvait probablement entre le fossé sud et le château (le jardin douve) et l'autre au sud du fossé (le vieux jardin). Un troisième jardin (le nouveau jardin) a été aménagé au nord du château vers 1472-1517. Les anciens et nouveaux jardins couvrent environ 4,000 m2 chacun ; l'ancien avait un mur de briques tandis que le second était entouré d'un fossé humide. L'ancien jardin contenait un verger et des allées pour s'adonner au jeu de quilles et à la marche, passe-temps populaires de la noblesse à partir du XVIe siècle. Il contenait également un bâtiment à un étage du XVe siècle connu sous le nom « School House » où Henry Percy, 5e comte de Northumberland, pouvait se retirer pour lire.
Une maison de banquet a été construite juste à l'intérieur du coin sud-ouest du fossé. Bien qu'il ait probablement été construit au XVIe siècle, il était dans un grand état de délabrement en 1577. Une cour de base (un espace clos) a été ajoutée devant la porterie du château après que le complexe principal a été construit, mais la date reste incertaine. Les zones humides au sud et à l'est du château peuvent avoir été utilisées pour favoriser la création d'un (mere), type de lac large peu profond. En plus de cela, il y avait deux viviers mais leur datation est incertaine. À l'apogée du château de Wressle au XVIe siècle, la qualité des jardins et le paysage ornemental auraient rivalisé avec l'intérieur des bâtiments rénovés, rivalisant peut-être même avec des jardins de propriétés royales.